# Verband für Turnen und Freizeit

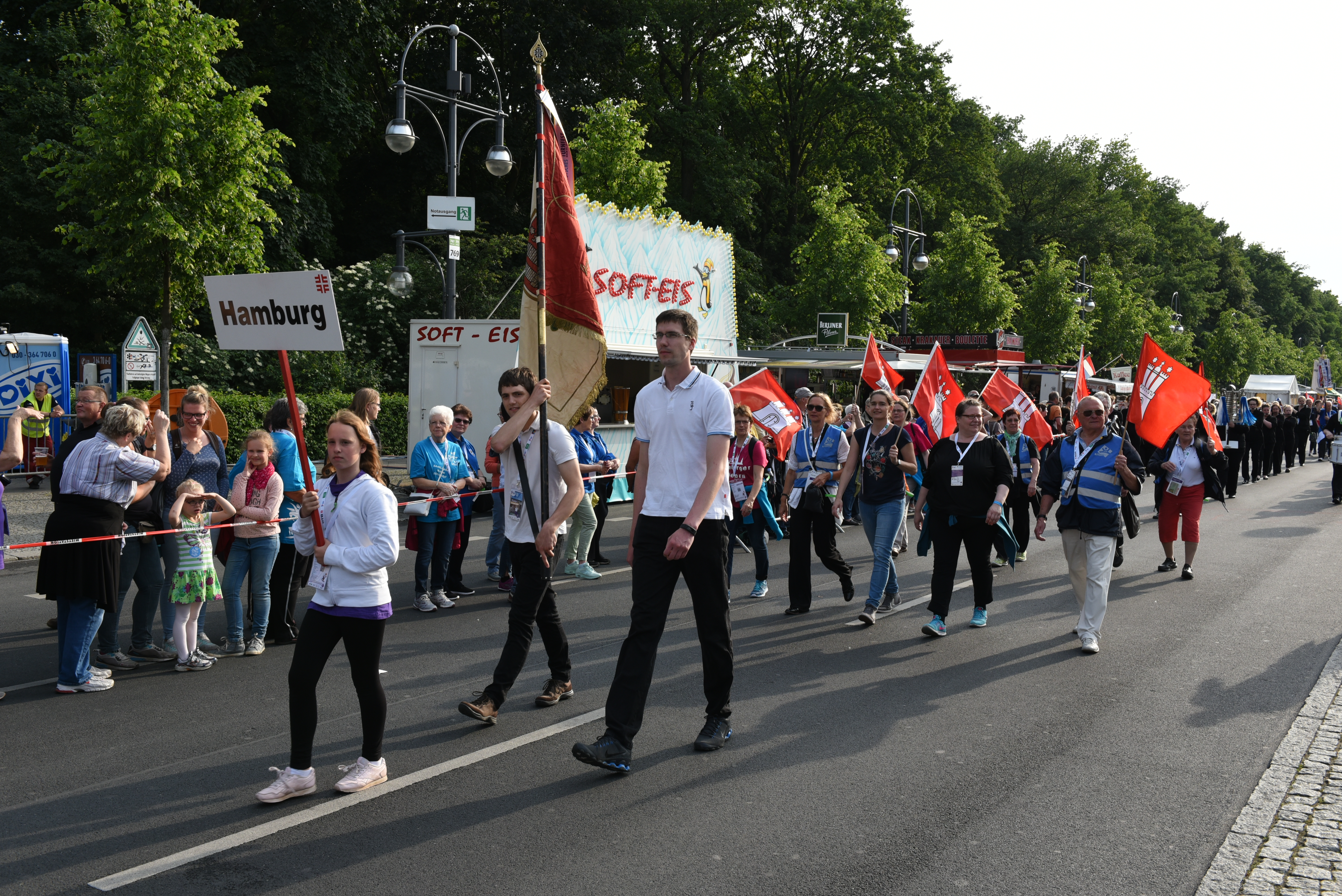
Der Verband für Turnen und Freizeit Hamburg beim Internationalen Deutschen Turnfest 2017.

Der Verband für Turnen und Freizeit (VTF) ist ein Fachverband für Sport-, Gesundheits- oder Fitness-Vereine, -Initiativen oder -Organisationen aus der Region Hamburg. Er ist zugleich einer der 21 Landesturnverbände des Deutschen Turner-Bunds. Mit 107.600 Mitgliedern in rund 200 Mitgliedsvereinen ist er der größte Sportfachverband Hamburgs für aktive Sportler.
Zu den Themen, die vom VTF betreut werden, gehören Fitness- und Gesundheitssport, Kinderturnen, Dance und Show, Natursportangebote sowie der Wettkampfsport in den Turndisziplinen und Turnspielen, dazu gehören auch drei olympische Sportarten. Der VTF hat seinen Sitz im Hamburger Haus des Sports, im Hamburger Stadtteil Eimsbüttel.

## Mitgliedsvereine
So umfassend wie die Themengebiete des VTF sind, so vielseitig sind auch seine Service Angebote für seine Mitgliedsvereine. Seine Kompetenzfelder umfassen die Bereiche Qualifizierung, Öffentlichkeitsarbeit, Veranstaltungen, Kampagnen, Konzeptentwicklung und gezielter Vereinsservice.
Viele der im Hamburger Sportbund organisierten Vereine sind Mitgliedsvereine beim Verband für Turnen und Freizeit. Dazu gehören u. a. der Eimsbütteler Turnverband e.V., der Altonaer Turnverband von 1845 e.V., die Turn- und Sportgemeinschaft Bergedorf von 1860 e.V., der Walddörfer Sportverein von 1924 e.V.

## Arbeitsschwerpunkte
Der VTF setzt einen Fokus auf Vereinsentwicklung und Qualifizierung. Mit der Gym-Akademie bietet der VTF Angebote zur Aus- und Weiterbildung für Trainer und Übungsleiter sowie für Vereine an.
Der VTF engagiert sich für professionelle Ausbildungswege im organisierten Sport. Er ist Organisator des Internationalen Hamburger Sport-Kongresses und veranstaltet seit über 20 Jahren Fachtagungen und Kongresse, wie Aqua-Kongress, Qigong.Kongress, „fit und pfiffig – kinder bewegen ihre zukunft“ u. a.
Der VTF unterstützt eine Vielzahl von Bewegungsangeboten für Kinder in seinen Mitgliedsvereinen und ist federführend bei allen wichtigen Veranstaltungen rund ums Kinderturnen. Mit der hamburger turnjugend (htj) setzt der VTF auf den Schwerpunkt der „Bewegung von Anfang an“.
Drei olympische Kernsportarten werden vom VTF betreut. Im verbandseigenen Leistungsstützpunkt trainieren Sportler für Wettkämpfe auf nationaler und internationaler Ebene. Grundlage dafür ist die systematische Basisarbeit in den Vereinen, die in Abstimmung mit dem Leistungszentrum erfolgt.
Der VTF organisiert Sport-Events, z. B. das Feuerwerk der Turnkunst und den hamburgweiten Kinderturn-Sonntag (jährlich am zweiten November-Wochenende).
Der VTF organisiert über sein Bildungswerk zudem qualitätsgeprüfte Gesundheits- und Fitnesswochenenden, , Bildungsurlaube und Sportreisen unter der Marke VTF-Aktivprogramm. Die Auswahl der Programme umfasst aktuelle Bewegungstrends sowie bewährte Fitnesskonzepte.

## Vorstand
Der vertretungsberechtigte Vorstand besteht aus Dörte Kuhn (Vorsitzende), Karen Beigel, Peter Dwinger und Lea Brodersen.